# Shannockhill Farmhouse
Das Shannockhill Farmhouse ist das Wohnhaus eines Bauernhofes südöstlich der schottischen Stadt Tillicoultry in der Council Area Clackmannanshire. 1977 wurde das Gebäude in den schottischen Denkmallisten in die Kategorie C aufgenommen.

## Beschreibung
Das Gebäude befindet sich am Ende eines kurzen, unbefestigten Weges, der von der B9140 in südlicher Richtung abzweigt. Tillicoultry selbst liegt rund 1,5 Kilometer nordwestlich. Mit dem Devonknowes Farmhouse liegt ein weiteres denkmalgeschütztes Bauernhaus in der näheren Umgebung. Das genaue Baudatum des Shannockhill Farmhouse ist nicht bekannt. Es kann jedoch das frühe 19. Jahrhundert als Bauzeitraum angegeben werden. In der nach Norden weisenden Vorderseite sind zwei Fenster verbaut, welche die mittige Eingangstür umgeben. Ein Architrav sitzt oberhalb der Tür, die mit einem rechteckigen Oberlicht versehen ist. Die Fenster sind mit Faschen abgesetzt. Ein an der Westseite befindlicher Anbau mit einem Fenster ist neueren Datums.